# Okres Kolbuszowa
Okres Kolbuszowa (polsky Powiat kolbuszowski) je okres v polském Podkarpatském vojvodství. Rozlohu má 773,93 km² a v roce 2019 zde žilo 62 246 obyvatel. Sídlem správy okresu je město Kolbuszowa.

## Gminy
Městsko-vesnická:
- Kolbuszowa

Vesnické:
- Cmolas
- Dzikowiec
- Majdan Królewski
- Niwiska
- Raniżów

## Město
- Kolbuszowa